# 木太東口站
木太東口站（日语：／ Kita-Higashiguchi eki */?）是位於香川縣高松市,隷屬於高松琴平電氣鐵道（琴電）長尾線的車站。車站編號為N05，本站現時為無人車站。
本站因開線時位於木太町的東邊，因而得名為「木太東口」。長尾線過去曾過存在過木太西口站，剛好也座落在木太町的西邊，但已於1954年隨林道站復站而被廢站。而JR四國高德線雖然同樣設有木太町站，但該站位於本站北方，設置時間比木太東口和木太西口更晚，而兩站直線距離約為1.4公里，完全沒有任何轉乘作用。

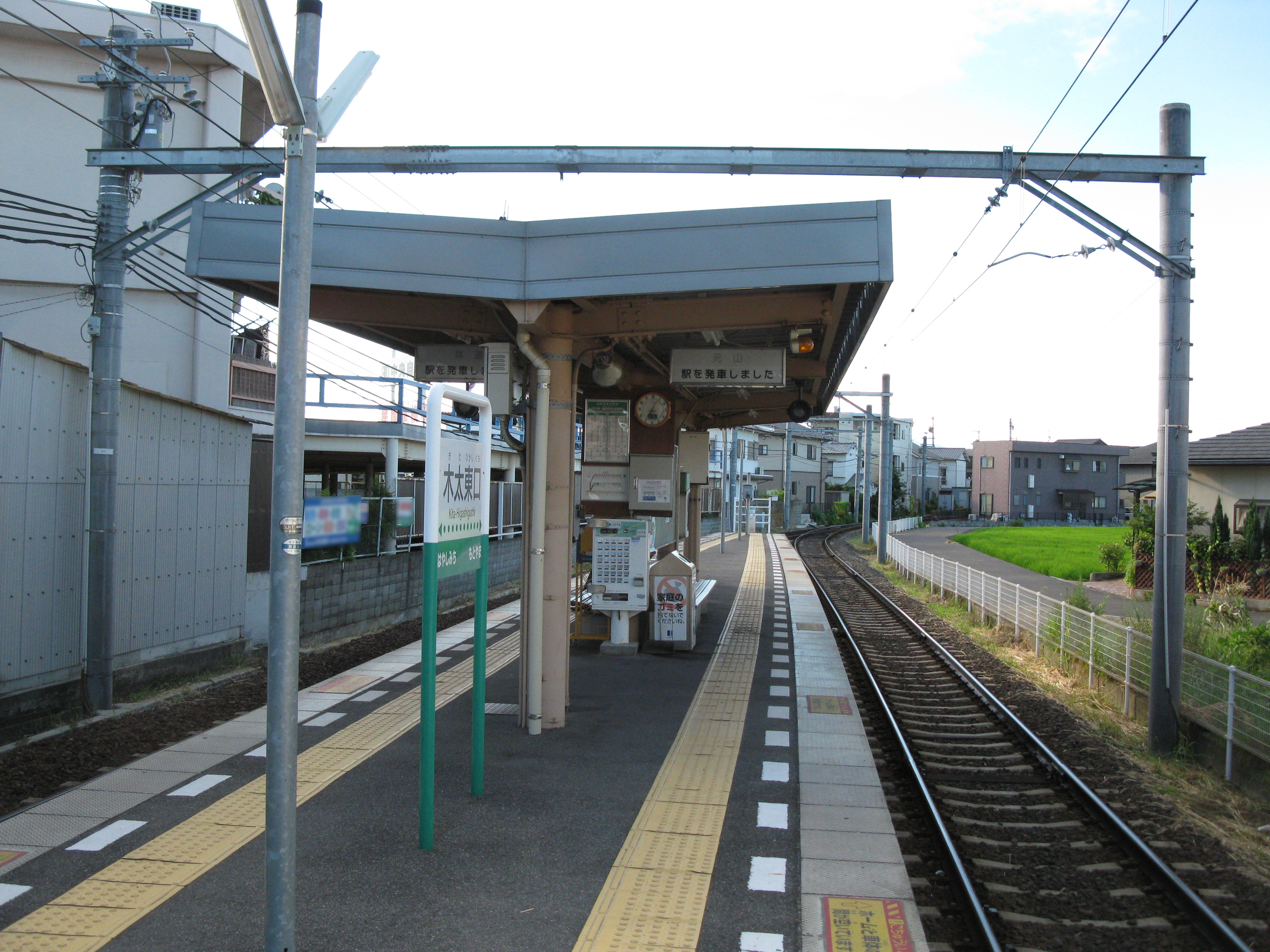
月台(2010年8月)

## 車站構造
本站現時採用簡易車站模式，不設站房，只設有一個出入口，位於馬路平交道旁的小路，並需通過站內的另一個平交道才可到達月台。而在平交道旁則建有一座男、女共用式洗手間及設置自動販賣機。

### 月台

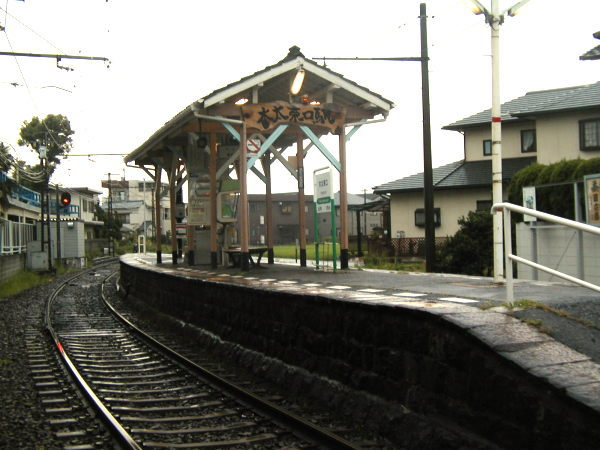
月台重建前的木太東口站（2004年8月）

建有島式月台1座，長約50米，於2005年時重建，全座月台均以水泥基座所搭成，是琴電較少採用的設計，就算是近年最新建成的車站月台，也仍沿用鋼架及水泥板所搭建的方式興建。採用無障礙斜道設，頂端放置了一組供出、入閘用的IC卡感應器，一部簡易式售票機則設於候車亭內。
舊月台時懸掛在有蓋候車亭外的車站站牌，在月台重建後一度仍安置於新的候車亭外，惟不久後便被拆下來，現時車站入口及附近均沒有裝設官式的車站站牌，只靠位於月台上的站牌作辨識。
本站於上、下午繁忙時段為列車交換車站。
| 月台 | 路線    | 上下行 | 方向           |
| ---- | ------- | ------ | -------------- |
| 1    | ■長尾線 | 上行   | 高松築港方向   |
| 2    | ■長尾線 | 下行   | 平木、長尾方向 |

## 歷史
- 1912年4月30日：車站啟用。
- 1946年6月23日：改為列車可交換車站[1]。
- 2005年12月23日：新月台落成使用。

## 使用狀況
| 1日上落人數推斷 | 1日上落人數推斷 |
| 年度            | 1日平均人數     |
| --------------- | --------------- |
| 2011            | 675             |
| 2012            | 706             |
| 2013            | 719             |
| 2014            | 780             |
| 2015            | 814             |
| 2016            | 871             |
| 2017            | 939             |
| 2018            | 984             |
| 2019            | 1,014           |
| 2020            | 859             |
| 2021            | 859             |
| 2022            | 1,032           |

## 相鄰車站
高松琴平電氣鐵道
■長尾線
林道（N04）－木太東口（N05）－元山（N06）

## 外部連結
- 高松琴平電鐵木太東口站資訊 （页面存档备份，存于）（日語）